# Secrétaire à l'Éducation des États-Unis
Le secrétaire à l'Éducation des États-Unis (en anglais : United States Secretary of Education) est le chef du département de l'Éducation des États-Unis.

## Responsabilités
Jouant un rôle équivalent à celui d'un ministre de l'éducation, il est membre du cabinet présidentiel et le 16e dans l'ordre de succession présidentielle des États-Unis.

## Historique
Dans l'administration américaine, l'éducation est placée sous la responsabilité du secrétaire à la Santé, à l'Éducation et aux Services sociaux (en anglais : Secretary of Health, Education, and Welfare) jusqu'en 1979, date à laquelle le président Jimmy Carter crée le département de l'Éducation avec rang au cabinet.
Fin mars 2025, Donald Trump annonce vouloir démanteler le Secrétariat à l'Éducation, sans pour autant pouvoir totalement dissoudre le ministère, faute d'une majorité suffisante au Congrès.

## Liste des secrétaires
| No. | Nom                        | Dates                                | Sous la présidence de |
| --- | -------------------------- | ------------------------------------ | --------------------- |
| 1   | Shirley Hufstedler         | 30 novembre 1979 – 20 janvier 1981   | Jimmy Carter          |
| 2   | Terrel Bell                | 22 janvier 1981 – 20 janvier 1985    | Ronald Reagan         |
| 3   | William J. Bennett         | 6 février 1985 – 20 septembre 1988   | Ronald Reagan         |
| 4   | Lauro Cavazos              | 20 septembre 1988 – 12 décembre 1990 | Ronald Reagan         |
| 4   | Lauro Cavazos              | 20 septembre 1988 – 12 décembre 1990 | George H. W. Bush     |
| 5   | Lamar Alexander            | 22 mars 1991 – 20 janvier 1993       |                       |
| 6   | Richard Riley              | 21 janvier 1993 – 20 janvier 2001    | Bill Clinton          |
| 7   | Roderick Paige             | 20 janvier 2001 – 20 janvier 2005    | George W. Bush        |
| 8   | Margaret Spellings         | 20 janvier 2005 – 20 janvier 2009    | George W. Bush        |
| 9   | Arne Duncan                | 20 janvier 2009 – 31 décembre 2015   | Barack Obama          |
| 10  | John King, Jr.             | 1er janvier 2016 - 20 janvier 2017   | Barack Obama          |
|     | Phil Rosenfelt (intérim)   | 20 janvier - 7 février 2017          | Donald Trump          |
| 11  | Betsy DeVos                | 7 février 2017 - 8 janvier 2021      | Donald Trump          |
|     | Mick Zais (intérim)        | 8 - 20 janvier 2021                  | Donald Trump          |
|     | Phil Rosenfelt (intérim)   | 20 janvier - 2 mars 2021             | Joe Biden             |
| 12  | Miguel Cardona             | 2 mars 2021 - 20 janvier 2025        | Joe Biden             |
|     | Denise L. Carter (intérim) | 20 janvier - 3 mars 2025             | Donald Trump          |
| 13  | Linda McMahon              | Depuis le 3 mars 2025                | Donald Trump          |

## Dans la fiction
- Dans la série télévisée Designated Survivor (2016), Kimble Hookstraten (jouée par Virginia Madsen), est secrétaire à l'Éducation.